# Zsombéksás
A zsombéksás (Carex elata) az egyszikűek (Liliopsida) osztályába sorolt perjevirágúak (Poales) rendjében a palkafélék (Cyperaceae) családjának egyik faja.

## Származása, elterjedése
A számára kedvező élőhelyeken egész Magyarországon gyakori, társulásalkotó, többek közt a Gödöllői-dombság területén él.

## Megjelenése, felépítése
Gyöktörzse több mm vastag, kúszó, tarack. Felálló szára élesen háromélű, a felső része erősen érdes.
Nagy, tőálló, lemez nélküli tőlevélhüvelyei sárgásbarnák, fényesek, ormójuk éles. A lemezes hüvelyek is sárgásbarnák. A szürkészöld levéllemez 2–5 mm széles. A virágzatnál rendszerint rövidebb, a háta ormós.
Virágzata 4–6 hengeres, 2–6 cm hosszú, felálló füzérke: az alsók ülők vagy rövid nyelűek, termősek (2 bibével), a felső 1–3 ülő, porzós. Az alsó, murvásodó levél lomblevélszerű, a virágzatnál rövidebb. A kb. 3 mm hosszú pelyvalevelek vége tompa vagy hegyes — feketék vagy pirosbarnák, világos középérrel. Hosszuk az érett tömlőének háromnegyede. A tömlő 3–4 mm hosszú, kerülékes vagy középen a legszélesebb, mindkét oldalán homorú, 2–6 erű, igen rövid csőrű, kopasz.

## Életmódja, termőhelye
Évelő növény. Nedves réteken időszakosan vízzel borított szikeseken, láperdőkben, átmeneti lápokon nő — a talpvíz mélysége legfeljebb fél méter lehet. Önállóan zsombékol; nagy zsombékjai 20–100 cm magasak; a lepusztult vagy letaposott zsombékokon számos vízimadár fészkel. Társulásalkotó a magassásosok (Magnocaricetalia) növénytársulástani rendjében:
- a zsombéksásos (Caricetum elatae) és
- a Caricetum elato-lasiocarpae asszociáció karakterfaja;
- az égeres láperdőkben (Carici elongatae-Alnetum) képződő sástőzeg egyik fő alapanyaga.

Levelei tavasszal leszáradnak. Virágai április–májusban, az új levélzet kifejlődése előtt nyílnak.